# پارمولی
پارمولی (به انگلیسی: Parmoli) یک شهر در پاکستان است که در خیبر پختونخوا واقع شده‌است.